# Japan Women's Open Tennis 2018 - Qualificazioni singolare
Le qualificazioni del singolare femminile del Japan Women's Open Tennis 2018 sono state un torneo di tennis preliminare per accedere alla fase finale della manifestazione. Le vincitrici dell'ultimo turno sono entrate di diritto nel tabellone principale. In caso di ritiro di una o più giocatrici aventi diritto a queste sono subentrati le lucky loser, ossia le giocatrici che hanno perso nell'ultimo turno ma che avevano una classifica più alta rispetto alle altre partecipanti che avevano comunque perso nel turno finale.

## Teste di serie
1. Amanda Anisimova (qualificata)
2. Antonia Lottner (primo turno)
3. Arina Rodionova (qualificata)
4. Han Xinyun (secondo turno)

1. Harriet Dart (secondo turno)
2. Danka Kovinić (primo turno)
3. Priscilla Hon (qualificata)
4. Jang Su-jeong (ultimo turno)

## Qualificate
1. Amanda Anisimova
2. Zhang Yuxuan

1. Arina Rodionova
2. Priscilla Hon

## Tabellone

### Legenda
| - Q = Qualificato - WC = Wild card - LL = Lucky loser | - ALT = Alternate - SE = Special Exempt - PR = Protected Ranking | - w/o = Walkover - r = Ritirato - d = Squalificato |

### Sezione 1
|  | Primo turno | Primo turno       | Primo turno       | Primo turno | Primo turno |  |  | Secondo turno | Secondo turno     | Secondo turno | Secondo turno | Secondo turno |   |   | Ultimo turno | Ultimo turno     | Ultimo turno     | Ultimo turno | Ultimo turno |  |
|  |             |                   |                   |             |             |  |  |               |                   |               |               |               |   |   |              |                  |                  |              |              |  |
|  | 1           | Amanda Anisimova  | Amanda Anisimova  | 6           | 6           |  |  |               |                   |               |               |               |   |   |              |                  |                  |              |              |  |
|  |             | Momoko Kobori     | Momoko Kobori     | 3           | 3           |  |  | 1             | Amanda Anisimova  | 6             | 3             | 6             |   |   |              |                  |                  |              |              |  |
|  | WC          | Urszula Radwańska | Urszula Radwańska | 7           | 6           |  |  | WC            | Urszula Radwańska | 1             | 6             | 4             |   |   |              |                  |                  |              |              |  |
|  |             | Miharu Imanishi   | Miharu Imanishi   | 67          | 1           |  |  |               |                   |               |               |               |   |   | 1            | Amanda Anisimova | Amanda Anisimova | 6            | 6            |  |
|  | Alt         | Hiroko Kuwata     | 6                 | 63          | 6           |  |  |               |                   | Alt           | Hiroko Kuwata | Hiroko Kuwata | 3 | 2 |              |                  |                  |              |              |  |
|  |             | Mai Minokoshi     | 1                 | 7           | 3           |  |  | Alt           | Hiroko Kuwata     | Hiroko Kuwata | 6             | 7             |   |   |              |                  |                  |              |              |  |
|  | WC          | Makoto Ninomiya   | 2                 | 7           | 2           |  |  | 5             | Harriet Dart      | Harriet Dart  | 4             | 5             |   |   |              |                  |                  |              |              |  |
|  | 5           | Harriet Dart      | 6                 | 65          | 6           |  |  |               |                   |               |               |               |   |   |              |                  |                  |              |              |  |

### Sezione 2
|  | Primo turno      | Primo turno      | Primo turno     | Primo turno | Primo turno |  |  | Secondo turno    | Secondo turno    | Secondo turno    | Secondo turno | Secondo turno |   |   | Ultimo turno | Ultimo turno | Ultimo turno | Ultimo turno | Ultimo turno |  |
|  |                  |                  |                 |             |             |  |  |                  |                  |                  |               |               |   |   |              |              |              |              |              |  |
|  | 2                | Antonia Lottner  | Antonia Lottner | 3           | 4           |  |  |                  |                  |                  |               |               |   |   |              |              |              |              |              |  |
|  |                  | Zhang Yuxuan     | Zhang Yuxuan    | 6           | 6           |  |  | Zhang Yuxuan     | Zhang Yuxuan     | Zhang Yuxuan     | 6             | 7             |   |   |              |              |              |              |              |  |
|  | Zhang Kailin     | Zhang Kailin     | 3               | 7           | 4           |  |  | Valeria Savinykh | Valeria Savinykh | Valeria Savinykh | 3             | 5             |   |   |              |              |              |              |              |  |
|  | Valeria Savinykh | Valeria Savinykh | 6               | 5           | 6           |  |  |                  |                  |                  |               |               |   |   |              | Zhang Yuxuan | 4            | 6            | 6            |  |
|  | Junri Namigata   | Junri Namigata   | Junri Namigata  | 2           | 3           |  |  |                  |                  | 8                | Jang Su-jeong | 6             | 3 | 1 |              |              |              |              |              |  |
|  | Danielle Lao     | Danielle Lao     | Danielle Lao    | 6           | 6           |  |  |                  | Danielle Lao     | Danielle Lao     | 5             | 3             |   |   |              |              |              |              |              |  |
|  |                  | Ellen Perez      | 6               | 3           | 3           |  |  | 8                | Jang Su-jeong    | Jang Su-jeong    | 7             | 6             |   |   |              |              |              |              |              |  |
|  | 8                | Jang Su-jeong    | 3               | 6           | 6           |  |  |                  |                  |                  |               |               |   |   |              |              |              |              |              |  |

### Sezione 3
|  | Primo turno      | Primo turno           | Primo turno           | Primo turno | Primo turno |  |  | Secondo turno         | Secondo turno         | Secondo turno         | Secondo turno         | Secondo turno |   |   | Ultimo turno | Ultimo turno    | Ultimo turno | Ultimo turno | Ultimo turno |  |
|  |                  |                       |                       |             |             |  |  |                       |                       |                       |                       |               |   |   |              |                 |              |              |              |  |
|  | 3                | Arina Rodionova       | Arina Rodionova       | 6           |             |  |  |                       |                       |                       |                       |               |   |   |              |                 |              |              |              |  |
|  |                  | Eri Hozumi            | Eri Hozumi            | 0           | r           |  |  | 3                     | Arina Rodionova       | 3                     | 6                     | 7             |   |   |              |                 |              |              |              |  |
|  |                  | Risa Ozaki            | 4                     | 6           | 3           |  |  | WC                    | Chihiro Muramatsu     | 6                     | 4                     | 5             |   |   |              |                 |              |              |              |  |
|  | WC               | Chihiro Muramatsu     | 6                     | 3           | 6           |  |  |                       |                       |                       |                       |               |   |   | 3            | Arina Rodionova | 3            | 6            | 6            |  |
|  | Anna Zaja        | Anna Zaja             | Anna Zaja             | 6           | 6           |  |  |                       |                       |                       | Sílvia Soler Espinosa | 6             | 2 | 3 |              |                 |              |              |              |  |
|  | Dejana Radanović | Dejana Radanović      | Dejana Radanović      | 4           | 3           |  |  | Anna Zaja             | Anna Zaja             | Anna Zaja             | 3                     | 4             |   |   |              |                 |              |              |              |  |
|  |                  | Sílvia Soler Espinosa | Sílvia Soler Espinosa | 6           | 7           |  |  | Sílvia Soler Espinosa | Sílvia Soler Espinosa | Sílvia Soler Espinosa | 6                     | 6             |   |   |              |                 |              |              |              |  |
|  | 6                | Danka Kovinić         | Danka Kovinić         | 4           | 5           |  |  |                       |                       |                       |                       |               |   |   |              |                 |              |              |              |  |

### Sezione 4
|  | Primo turno    | Primo turno     | Primo turno     | Primo turno | Primo turno |  |  | Secondo turno | Secondo turno | Secondo turno | Secondo turno | Secondo turno |   |   | Ultimo turno | Ultimo turno  | Ultimo turno  | Ultimo turno | Ultimo turno |  |
|  |                |                 |                 |             |             |  |  |               |               |               |               |               |   |   |              |               |               |              |              |  |
|  | 4              | Han Xinyun      | Han Xinyun      | 6           | 6           |  |  |               |               |               |               |               |   |   |              |               |               |              |              |  |
|  | WC             | Shūko Aoyama    | Shūko Aoyama    | 4           | 1           |  |  | 4             | Han Xinyun    | Han Xinyun    | 67            | 5             |   |   |              |               |               |              |              |  |
|  | Jaimee Fourlis | Jaimee Fourlis  | Jaimee Fourlis  | 5           | 2           |  |  |               | Varvara Flink | Varvara Flink | 7             | 7             |   |   |              |               |               |              |              |  |
|  | Varvara Flink  | Varvara Flink   | Varvara Flink   | 7           | 6           |  |  |               |               |               |               |               |   |   |              | Varvara Flink | Varvara Flink | 3            | 2            |  |
|  | Liang En-shuo  | Liang En-shuo   | 6               | 5           | 4           |  |  |               |               | 7             | Priscilla Hon | Priscilla Hon | 6 | 6 |              |               |               |              |              |  |
|  | Han Na-lae     | Han Na-lae      | 3               | 7           | 6           |  |  |               | Han Na-lae    | Han Na-lae    | 2             | 2             |   |   |              |               |               |              |              |  |
|  |                | Deniz Khazaniuk | Deniz Khazaniuk | 3           | 65          |  |  | 7             | Priscilla Hon | Priscilla Hon | 6             | 6             |   |   |              |               |               |              |              |  |
|  | 7              | Priscilla Hon   | Priscilla Hon   | 6           | 7           |  |  |               |               |               |               |               |   |   |              |               |               |              |              |  |